# Daniel Fuentes
Daniel Fuentes Borbat (17 de mayo de 1974, Nueva Gerona, Cuba), es un ex ciclista de ruta cubano-uruguayo.
Llegó a Uruguay por primera vez en 1995 a disputar la Vuelta Ciclista del Uruguay con la Selección de Cuba de ciclismo. Retornó en 1997, radicándose y continuando su carrera en Uruguay dónde se destacó como uno de los mejores contrarrelojeros del país.
En la Vuelta Ciclista del Uruguay, culminó 2º en tres oportunidades (2003, 2004, y 2005).
Ganó una etapa Rutas de América 1999. En los años 2000 , 2002 y 2003 ganó una etapa de la Vuelta Ciclista del Uruguay. En 2004 venció en dos etapas de Rutas de América. Al año siguiente consiguió una etapa de Rutas de América y una etapa de la Vuelta Ciclista del Uruguay. En 2008 ganó de nuevo una etapa en Rutas de América y en 2009 fue campeón uruguayo contrarreloj. Se retiró de la actividad profesional en el año 2010.

## Palmarés
1999
- 1 etapa de Rutas de América

2000
- 1 etapa de la Vuelta del Uruguay

2002
- 1 etapa de la Vuelta del Uruguay

2003
- 1 etapa de la Vuelta del Uruguay

2004
- 2 etapas de Rutas de América

2005
- 1 etapa de Rutas de América
- 1 etapa de la Vuelta del Uruguay

2008
- 1 etapa Rutas de América

2009
- Campeón Nacional Contrarreloj